# Plesiosauroidea

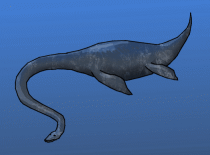
plesiozaur

Pleziozaurii (Plesiosauroidea; din limba greacă plesios/πλησιος = aproape;  sauros/σαυρος = șopârlă) reprezintă un gen de reptile marine carnivore, fosile din era mezozoică, cu gâtul lung, cu trunchiul gros, cu numeroase vertebre cervicale și cu membre în formă de vâsle, puternic dezvoltate.